# Henry Wallman
Henry Wallman (* 24. Januar 1915 in Brooklyn; † 1992) war ein US-amerikanischer Mathematiker und Elektronik-Spezialist.

## Schriften
- mit Witold Hurewicz: Dimension Theory, Princeton University Press 1941
- mit George E. Valley: Vacuum Tube Amplifiers, Massachusetts Institute of Technology Radiation Laboratory series 18, McGraw Hill 1948, Nachdruck Dover 1965, Archive